# Quintino Intipe
Quintino Intipe (ur. 23 listopada 1986) – zapaśnik z Gwinei Bissau walczący w stylu wolnym. Dwa razy startował na mistrzostwach świata, zajął piętnaste miejsce w 2013. Zdobył cztery medale na mistrzostwach Afryki w latach 2011 - 2016.